# Frédéric Cailliaud

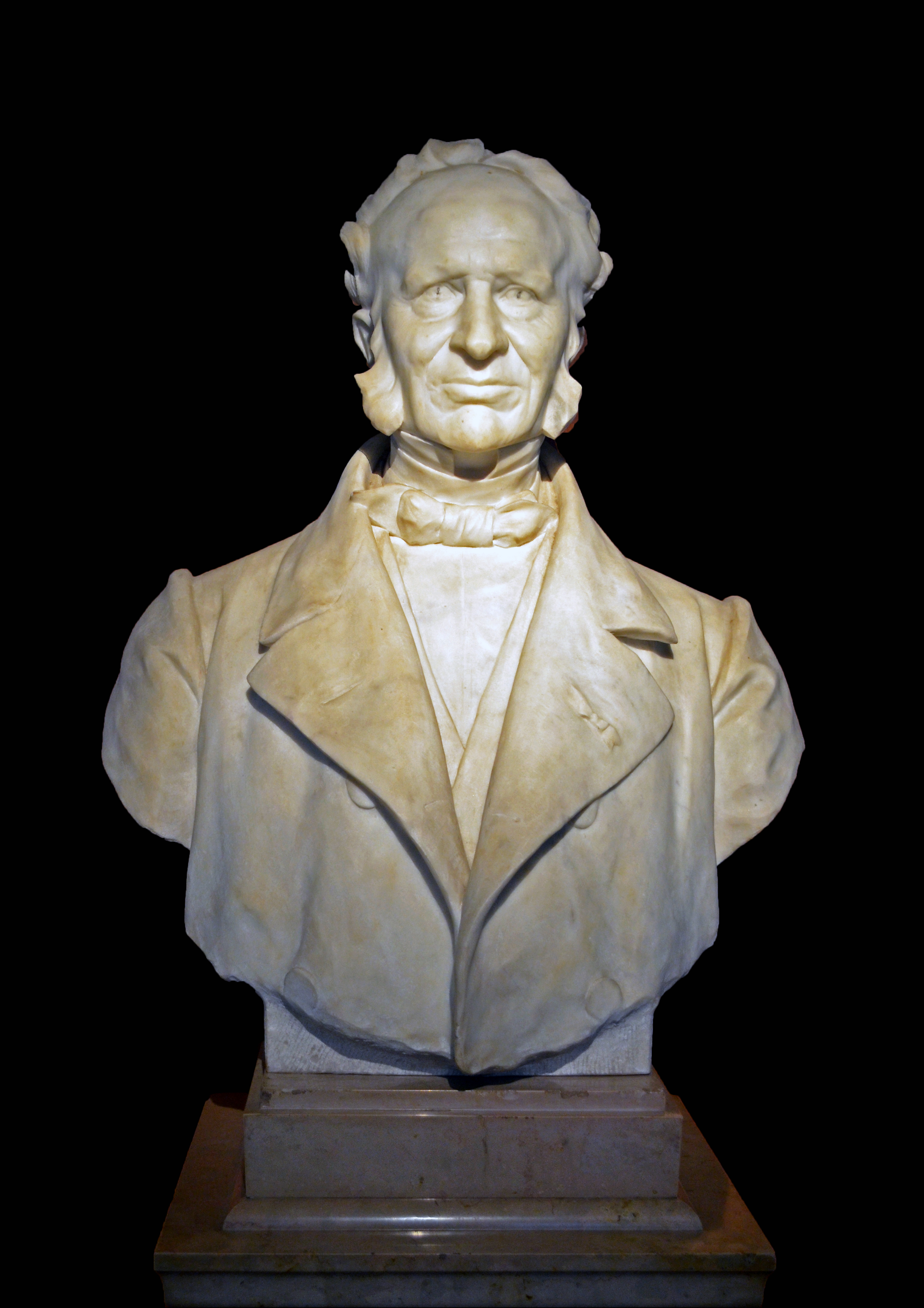
Popiersie Frédérica Cailliauda w Muzeum Historii Naturalnej w Nantes

Frédéric Cailliaud (ur. 9 czerwca 1787 w Nantes, zm. 1 maja 1869 tamże) – francuski przyrodnik, mineralog i konchiolog. Podróżował do Egiptu, Nubii i Etiopii. W Egipcie dotarł w 1818 do oazy Charga, gdzie w ruinach świątyni Hibis pozostawił inskrypcję, w której twierdzi, że był pierwszym Europejczykiem, który oglądał tę świątynię.